# Sveti Duh (gmina Dravograd)
Sveti Duh – wieś w Słowenii, w gminie Dravograd. W 2018 roku liczyła 105 mieszkańców.